# 拝ケ石巨石群

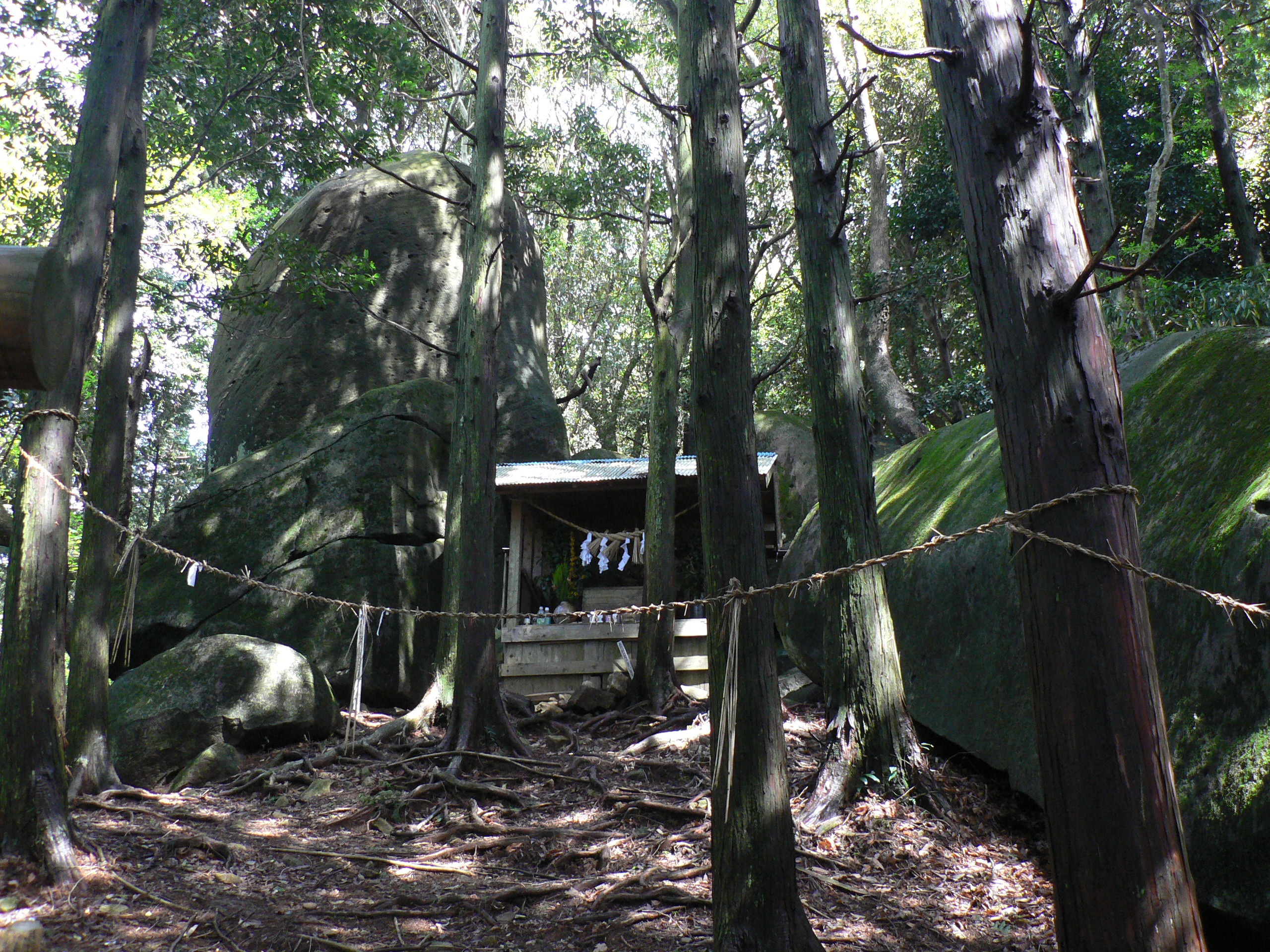
拝ケ石巨石群のなかで最も大きな石がある部分

拝ケ石巨石群（おがみがいしきょせきぐん）は、熊本県熊本市西区の金峰山東門寺地区にある遺跡。古くは「おかミノ石（拝みの石）」と呼ばれていたようである。

## 巨岩の配置・構成
金峰山の外輪山であり、最高峰のニの岳に向かって、最大約7ｍとも言われる巨岩がコの字型に立ち並び、地元で昔から「拝ケ石」と呼ばれ民間信仰の場として崇められている。中心には「夫婦石」と呼ばれる大小の巨岩があり、地震によって倒れたと伝えられている。さらに登ると、頂上石や亀石と呼ばれるやや小さめの石がある。

## 近年における調査
1985年に旧河内町（現熊本市）によって調査が行われたが、不思議な現象（方位磁石が回転する）等を再確認する以外に特に成果はなかった。方位磁石が回転するなどの磁気異常現象は帯電性の高い岩石や、鉄分を多く含む岩石の周辺では珍しいことではない。結論としては、巨石群は自然物とされた。
調査とは別に、これらの巨石は何らかの手段を用いて人為的に運ばれた、と考える説がある。
それらの説では、
- ここの巨岩にはペトログリフ（古代岩刻文字）が刻まれている。これらは古代シュメール語によく似ている。

- 綺麗な面を持つことから、鏡石と呼ばれる高さ6ｍ程度の立石の頂上には十字線があり、それはほぼ東西南北を指している。また頂上部にはストーンサークル的な石積みも確認されている。

などが主張されるが、あくまでその説内における推測・見立てに留まる。

## 民間伝承
弘法大師（空海）や菊池武重が関わっていたとの説があるが、景行天皇時代の由来の祭りが今でも残る当地において、民間伝承等の記録は希薄である。また、彼らが「拝んだ」という言伝えはあるものの、「造った」という言伝えはない。

## 場所
熊本市立芳野小学校の東、県道101号線沿いのJAの選果場から登れる。
- 北緯32度50分23.6秒 東経130度38分58.1秒 / 北緯32.839889度 東経130.649472度
- 拝ケ石巨石群 - 地理院地図
- 拝ケ石巨石群 - Google マップ

座標: 北緯32度50分23.6秒 東経130度38分58.1秒 / 北緯32.839889度 東経130.649472度